# 20

20(이십)은 19보다 크고 21보다 작은 자연수다.

## 수학
- 합성수로, 그 약수는 1, 2, 4, 5, 10, 20이다. 진약수의 합은 22이므로, 20은 과잉수다.
  - 3과 서로소인 가장 작은 과잉수다.
- 2번째 이십각수다. 다음 이십각수는 57이다.
- 자릿수 제곱합이 제곱수인 11번째 자연수다. 이 성질을 지닌 앞의 수는 10, 다음 수는 30이다. (OEIS의 수열 A175396)
  - {\displaystyle 2^{2}+0^{2}=4+0=4=2^{2}}
- {\displaystyle 20=4\times 5}
  - 연속하는 두 자연수의 곱으로 나타낼 수 있으며, 이 성질을 지닌 앞의 수는 12, 다음 수는 30이다.
- {\displaystyle 20=2^{2}+4^{2}=4+16}
  - 4번째 사면체수로, 처음 두 짝수(2, 4)의 제곱합이다. 앞의 사면체수는 10, 다음은 35다.
  - 연속하는 두 짝수의 제곱합으로 나타낼 수 있는 가장 작은 수이며, 이 성질을 지닌 다음 수는 52이다.
  - 연속하는 두 개의 {\displaystyle 2^{n}}의 제곱합으로 나타낼 수 있는 가장 작은 수이며({\displaystyle n}은 자연수), 이 성질을 지닌 다음 수는 80이다.
- 100 이하의 5의 배수, 200 이하의 10의 배수는 총 20개다.
- 정이십면체: 20개의 정삼각형으로 이루어진 정다면체.

## 과학·기술
- 칼슘(Ca)의 원자번호.
- NGC 6/NGC 20: 안드로메다자리 방향에 있는 렌즈형은하.
- 소유스 20호(영어판): 1975년 11월 17일 발사한 소련의 무인 우주선.

## 교통
- 고속도로
  - 새만금포항고속도로의 노선 번호.
  - 주간고속도로 제20호선: 텍사스주 켄트 근교 사우스캐롤라이나주 플로렌스까지 이어지는 미국의 주간고속도로.
  - 유럽 고속도로 20호선: 아일랜드 섀넌 공항에서 러시아 상트페테르부르크까지 이어지는 유럽 고속도로.
  - 아우토반 20호선(영어판, 독일어판): 독일의 고속도로.
- 국도 제20호선
  - 대한민국 20번 국도: 경상남도 산청군 시천면 중산리에서 경상북도 포항시 남구 동촌동까지 이어지는 대한민국의 국도.
  - 일본 20번 국도: 도쿄도 주오구에서 나가노현 시오지리시까지 이어지는 일본의 국도.
  - 미국 20번 국도: 오리건주 뉴포트에서 매사추세츠주 보스턴까지 이어지는 미국의 국도.
- 기타 도로
  - 20번 국가지원지방도: 경상북도 포항시 남구 장흥동에서 영덕군 축산면 도곡리까지 이어지는 대한민국의 국가지원지방도.
  - 현도 제20호선

## 문화유산
- 대한민국의 국보 제20호: 경주 불국사 다보탑
- 대한민국의 보물 제20호: 보령 성주사지 중앙 삼층석탑
- 대한민국의 사적 제20호: 경주 무열왕릉

## 방송
- 스카이라이프의 tvN 채널 번호.
- 지니 TV의 신세계쇼핑 채널 번호.
- B tv와 U+ TV의 TV조선 채널 번호.[1]

## 시간
- 20시는 밤 8시이다.

## 스포츠
- 20-20 클럽
- 대한민국의 전 축구 선수 이동국이 전북 현대 모터스에서 달았던 등번호.

## 작품
- 《20》: 대한민국의 밴드 혁오의 EP. 2014년 9월 18일 출시.
- 《20》: 독일의 여성 그룹 노 에인절스의 정규 음반. 2021년 6월 4일 출시.

## 기타
- 연도: 20년, 기원전 20년
- 20년대
- 담배 한 갑에는 모두 20개피의 담배가 들어있다.
- 화투에서 광의 끗수가 20이다.
- 히라가나, 가타카나에서 탁음은 20자다.
- 대학수학능력시험의 탐구 영역은 사회,과학,직업 모두 20문항이 출제된다.
- 공무원 시험은 1과목당 20문제씩 출제되며 평균 20분 이내에 풀어야 한다.
- 루빅스 큐브를 해결하려면 최대 20번 회전해야 한다. 그래서 기록을 잴 때는 대부분 20번 돌려야 하는 경우를 무작위로 정해서 풀어야 한다.
- 미국의 폴로 랄프 로렌이란 XL 사이즈도 18세부터 20세까지다.
- 현대자동차 그랜저 XG의 L20, Q20, R20, S20
- 현대자동차 NF 쏘나타의 N20
- 현대자동차 YF 쏘나타의 Y20, F20

1. ↑  LG헬로비전의 채널 번호가 같다.